# Angela Sommer-Bodenburg
Angela Sommer-Bodenburg (Reinbek, 1948. december 18. –) német gyermekkönyvíró.

## Magyarul
- Csokolándy. Víg élet a kutyaélet; ford. Borbás Mária; Magyar Könyvklub, Bp., 1993
- Csokolándy. A szülinapi csokikutya; ford. Borbás Mária; Magyar Könyvklub, Bp., 1993
- Csokolándy. Az ínyencek királya; ford. Borbás Mária; Magyar Könyvklub, Bp., 1994
- Csokolándy. Vigyázat, kutyafogók!; ford. Borbás Mária; Magyar Könyvklub, Bp., 1994
- Hanna, Isten legkisebb angyala. Regény; ford. Wintersteinné Német Éva; Canissa, Nagykanizsa, 2002
- A kis vámpír; ford. Nádori Lídia; Naphegy, Bp., 2016
- A kis vámpír útra kel; ford. Nádori Lídia; Naphegy, Bp., 2016
- A kis vámpír beköltözik; ford. Nádori Lídia; Naphegy, Bp., 2016